# Meldepflicht
Eine Meldepflicht ist der in der Regel durch Gesetz begründete Zwang, bestimmte Sachverhalte an Behörden (Meldestellen) des Staates zu melden.

## Beispiele (Deutschland)
In Deutschland bestehende Meldepflichten sind z. B.:
- die gesetzlich vorgeschriebene Pflicht, sich an seinem neuen Wohnort im Einwohnermeldeamt anzumelden (Rechtsgrundlage: § 17 Bundesmeldegesetz)
- die gesetzlich vorgeschriebene Pflicht des Bewerbers auf Asyl, sich in einer Aufnahmeeinrichtung persönlich zu melden (§ 22 AsylG)
- die gesetzlich vorgeschriebene Pflicht der Arbeitgeber, ihre Beschäftigten zur Sozialversicherung anzumelden (Rechtsgrundlage: Viertes Buch Sozialgesetzbuch)
- Leiden, die unter das Infektionsschutzgesetz fallen, wie z. B. gefährliche ansteckende Krankheiten (Pocken, Tuberkulose etc.) sowie schwere (insbesondere bakterielle) Lebensmittelvergiftungen (Botulismus, Salmonellose, Typhus u. a.), siehe meldepflichtige Krankheit
- einige seuchenhafte Tierkrankheiten (Verordnung über meldepflichtige Tierkrankheiten)
- Versammlungsrecht: „Wer die Absicht hat, eine öffentliche Versammlung unter freiem Himmel oder einen Aufzug zu veranstalten, hat dies spätestens 48 Stunden vor der Bekanntgabe der zuständigen Behörde unter Angabe des Gegenstandes der Versammlung oder des Aufzuges anzumelden.“ (§ 14 VersammlG)
- Mitteilungspflichten bei Änderungen von Kraftfahrzeug- oder Halterdaten (z. B. Wohnanschrift, Familienname, Motorleistung)
- Unfallmeldung
- Meldungen im Militärwesen, z. B. Feindberührung, Verluste
- Mitwirkungspflichten im Sozialrecht (§ 60 SGB I), z. B. zur Veränderung von Einkommens- und Vermögensverhältnissen bei Bezug von Sozialleistungen
- die Meldepflicht im Arbeits- und Sozialrecht
- Meldevorschriften im Außenwirtschaftsverkehr
- Verpflichtung für börsennotierte Unternehmen, z. B. Ad-hoc-Publizität und Meldung von Eigengeschäften von Führungskräften
- Verpflichtung des Meldens von automatisierten Verfahren zur Datenbearbeitung gemäß § 4d Bundesdatenschutzgesetz
- Verpflichtung von Kreditinstituten zur Meldung bestimmter Daten an die Bankenaufsicht (Meldewesen (Bank))
- die sog. Hofmeldepflicht nach § 29 Absätzen 2, 30 und 31 des Bundesmeldegesetzes; sie verpflichtet Ausländer, die in einer Beherbergungsstätte übernachten, unabhängig von der Dauer ihres Aufenthaltes am Tag der Ankunft einen Meldeschein auszufüllen und die nach § 30 Abs. 2 Bundesmeldegesetz genannten persönlichen Daten, die bis zu 15 Monate gespeichert werden können, anzugeben.
- Wer eine Tätigkeit als Prostituierte oder als Prostituierter ausüben will, hat dies vor Aufnahme der Tätigkeit persönlich bei der Behörde, in deren Zuständigkeitsbereich die Tätigkeit vorwiegend ausgeübt werden soll, nach dem Prostituiertenschutzgesetz anzumelden. Die Anmeldepflicht besteht unabhängig davon, ob die Tätigkeit selbständig oder im Rahmen eines Beschäftigungsverhältnisses ausgeübt wird.
- Werden bei einem Bauprojekt bzw. Erdarbeiten unvermutet Bodendenkmale (Scherben, Knochen, Stein- und Metallgegenstände, Steinsetzungen, Holz, Verfärbungen etc.) aufgedeckt, ist dieser Sachverhalt unverzüglich der entsprechenden Denkmalschutzbehörde (Denkmalschutz) zu melden; die Arbeiten sind sofort einzustellen. Die Expertise einer archäologischen Baubegleitung ist notwendig.

## Meldepflichten in anderen Ländern
Insbesondere im angelsächsischen Raum ist eine allgemeine Meldepflicht des Wohnorts unbekannt und wird dort teils sogar als autoritärer staatlicher Eingriff in die Privatsphäre und Freizügigkeit angesehen. Daraus ergibt sich auch die Notwendigkeit der aktiven Eintragung in ein Wahlregister.

## Besondere Meldepflichten
Besondere Meldepflichten können durch Gerichte angeordnet werden. In der Regel sind dies Aufenthaltsmeldepflichten. Diese werden im Ausländerrecht und im Strafrecht auferlegt.

## Sanktionen
Die Nichtbeachtung einer auferlegten Meldepflicht ist in der Regel sanktioniert, d. h., sie wird als Ordnungswidrigkeit oder gar Straftat von staatlichen Behörden verfolgt und u. a. mit Bußgeldern belegt.